# Flock
Flock（フロック）は、かつて開発されていたソーシャルネットワーキングサイトとのスムーズな連携を特徴とたウェブブラウザ。またはそれを開発した企業のこと。2.0系ではGecko、3.0系ではWebKitをHTMLレンダリングエンジンに用いた。

## 概要
Flockは、the social browserを名乗っており、通常のウェブブラウザの機能の他にソーシャルネットワークや特定のウェブサイトと結び付いた様々な機能を持っている。これにより、ウェブブラウザ上からFacebook、Myspace、Twitter、Blogger、BeboなどのSNSやブログに投稿したり、YouTube、Flickr、Picasaなどに写真や動画をアップロードする、Yahoo!メール、Gmail、DiggなどのWebメールやニュースを読むことができ、またログイン・ログアウトがサイドバーで簡単にできるようになっている。
Flockが公開された当初はMozilla Firefoxのソースコードを利用したウェブブラウザで、そのソースコードの特性にしたがって、Windows、Mac OS、Linux上で動作するウェブブラウザであったが、その後Mozilla Firefoxベースの開発は2.6.1（Firefox 3.0.19相当）で終了し、バージョン3.0以降からは、Mozilla FirefoxではなくGoogle Chromeのオープンソース版であるChromiumベースに変更された。
言語としては主に英語などの多言語がサポートされており、2008年7月14日にバージョン1.2.3から日本語版も公開された。
マイクロソフトがヨーロッパにて競争法違反で訴えられていたが、これに関連して2010年、欧州経済領域のMicrosoft Windowsユーザーに対して選択肢として12のウェブブラウザを提示することとした。この中に Flock が含まれている。

## 開発の終焉
2011年4月12日に公開が停止され、4月26日にサポートを終了することが発表された。Flock, Incはブラウザの乗り換えとしてFirefoxやGoogle Chromeに乗り換えることを推奨した。
開発終了発表後、Flock, Incのウェブサイトに"The rumors of my death have been greatly exaggerated." （私の死の噂が大幅に誇張されている。）とマーク・トウェインの言葉を引用する形で開発再開をにおわす言葉が記載された。

## 機能
- 各種ブログサービスへのブラウザ上からの投稿
- 写真共有サービスへの簡単なアクセス及び投稿
- SNSへのアクセス
- ソーシャルブックマークへの投稿
- フィードリーダーの一覧機能
- ブックマークへのランク、タグの付加
- XULを駆使した柔軟なインターフェイス
- ブログ検索へのPing
- Firefox向けのXUL拡張の利用

Flock 1.1
- Webメール（Yahoo!メール、Gmail）機能
- Picasaツールバー

Flock 1.2
- AOLメール

Flock 2.0
- Mozilla Firefox3と相当の技術が使用される。
- Myspaceをサイドバーに統合。
- ウェブブラウザとしては初となるメディアRSS[11]を実装。

Flock 2.5
- Beboをサイドバーに統合。
- Facebookチャットを通じたTwitter検索。

Flock 2.5.5
- BeboをPeople serviceに統合。
- Facebook Chatをインスタント・メッセージングサービスとして統合。

Flock 3.0
- ChromiumをベースとしたWebkitレンダリングエンジンに変更。

## Flock, Inc.（会社）
アメリカ合衆国カリフォルニア州レッドウッドシティに本社を置く企業で2005年1月1日にバート・ディクリム (Bart Decrem) と最高財務責任者ジェフリー・アローン (Geoffrey Arone) が共同で設立。その後、いくつかのベンチャーキャピタルから投資を受け、最高経営責任者兼社長のショーン・ハーディン (Shawn Hardin) を中心に成長を続けていた。
2011年1月に米国の大手ソーシャルゲーム開発メーカーZyngaがFlock, Inc.を買収することを発表。